# Christian Moses
Christian Moses (Freetown, 10 agosto 1993) è un calciatore sierraleonese, attaccante del Vasalund.

## Carriera

### Club
Dopo essersi messo in mostra nella terza serie svedese con 8 gol in 13 presenze, nel luglio 2021 a stagione in corso viene acquistato dall'IFK Värnamo, squadra militante invece nella seconda serie nazionale. Nella restante parte di campionato mette a segno 5 reti in 15 presenze, mentre la squadra centra la prima promozione in Allsvenskan nella storia del club. Moses rimane inizialmente in squadra collezionando quattro presenze nella massima serie, tuttavia nell'agosto 2022 torna a far parte di una squadra di Superettan con l'ingaggio da parte dell'Örebro, con cui segna una rete in 10 partite. La società bianconera tuttavia rescinde il suo contratto a fine stagione. In vista dell'annata 2023 si accasa al Vasalund nella terza serie svedese, campionato in cui gioca anche l'anno seguente ma con i colori dell'Assyriska.

### Nazionale
Nel 2015 ha esordito in nazionale maggiore.

## Statistiche

### Cronologia presenze e reti in nazionale
| Cronologia completa delle presenze e delle reti in nazionale ― Sierra Leone | Cronologia completa delle presenze e delle reti in nazionale ― Sierra Leone | Cronologia completa delle presenze e delle reti in nazionale ― Sierra Leone | Cronologia completa delle presenze e delle reti in nazionale ― Sierra Leone | Cronologia completa delle presenze e delle reti in nazionale ― Sierra Leone | Cronologia completa delle presenze e delle reti in nazionale ― Sierra Leone | Cronologia completa delle presenze e delle reti in nazionale ― Sierra Leone | Cronologia completa delle presenze e delle reti in nazionale ― Sierra Leone |
| Data                                                                        | Città                                                                       | In casa                                                                     | Risultato                                                                   | Ospiti                                                                      | Competizione                                                                | Reti                                                                        | Note                                                                        |
| --------------------------------------------------------------------------- | --------------------------------------------------------------------------- | --------------------------------------------------------------------------- | --------------------------------------------------------------------------- | --------------------------------------------------------------------------- | --------------------------------------------------------------------------- | --------------------------------------------------------------------------- | --------------------------------------------------------------------------- |
| 6-9-2015                                                                    | Port Harcourt                                                               | Sierra Leone                                                                | 0 – 1                                                                       | Costa d'Avorio                                                              | Qual. Coppa d'Africa 2017                                                   | -                                                                           |                                                                             |
| 10-10-2015                                                                  | N'Djamena                                                                   | Ciad                                                                        | 1 – 0                                                                       | Sierra Leone                                                                | Qual. Mondiali 2018                                                         | -                                                                           |                                                                             |
| 13-10-2015                                                                  | Port Harcourt                                                               | Sierra Leone                                                                | 2 – 1                                                                       | Ciad                                                                        | Qual. Mondiali 2018                                                         | -                                                                           |                                                                             |
| 9-9-2018                                                                    | Auasa                                                                       | Etiopia                                                                     | 1 – 0                                                                       | Sierra Leone                                                                | Qual. Coppa d'Africa 2019                                                   | -                                                                           |                                                                             |
| 27-3-2021                                                                   | Maseru                                                                      | Lesotho                                                                     | 0 – 0                                                                       | Sierra Leone                                                                | Qual. Coppa d'Africa 2021                                                   | -                                                                           |                                                                             |
| Totale                                                                      |                                                                             | Presenze                                                                    | 5                                                                           |                                                                             | Reti                                                                        | 0                                                                           |                                                                             |

## Palmarès

### Competizioni nazionali
- Superettan: 1

IFK Värnamo: 2021